# Angie Tribeca
Angie Tribeca (in Deutschland auch Angie Tribeca – Sonst nichts!) ist eine US-amerikanische Dramedy, welche vom Komiker Steve Carell und dessen Ehefrau Nancy Walls Carell erdacht wurde. Die Serie, welche eine Persiflage auf verschiedene Polizei- und Krimiserien ist, feierte ihre Premiere am 17. Januar 2016 beim US-amerikanischen Fernsehsender TBS und wurde schon am selben Tag in Deutschland bei TNT Serie ausgestrahlt. Die in den USA bereits bestellte 2. Staffel ist seit 11. Juli 2016 bei TNT Comedy zu sehen.
Seit dem 8. Juni 2017 wird die 3. Staffel ebenfalls auf TNT Comedy ausgestrahlt, wobei in dieser Staffel wieder eine Vielzahl an Gaststars einen Auftritt haben werden.

## Handlung
Angie Tribeca arbeitet seit zehn Jahren für eine Spezialeinheit des Los Angeles Police Department. Dabei ist sie umgeben von exzentrischen Kollegen, die trotz fachlicher Brillanz ihr und sich gegenseitig auf die Nerven fallen und die Ermittlerarbeit erschweren.

## Besetzung und Synchronisation
Die deutschsprachige Synchronisation entsteht bei der Neue Tonfilm, München nach einem Dialogbuch von Benedikt Rabanus unter Dialogregie von Rabanus und Dominik Auer.

### Haupt- und Nebenbesetzung
| Rollenname                                  | Schauspieler     | Hauptrolle | Nebenrolle                 | Synchrondarsteller       |
| ------------------------------------------- | ---------------- | ---------- | -------------------------- | ------------------------ |
| Det. Angela „Angie“ Tribeca                 | Rashida Jones    | 1.01–      |                            | Angela Wiederhut         |
| Jay Geils                                   | Hayes MacArthur  | 1.01–      |                            | Johannes Raspe           |
| Lt. Chet Atkins                             | Jere Burns       | 1.01–      |                            | Ekkehardt Belle          |
| Dr. Monica Scholls                          | Andree Vermeulen | 1.01–      |                            | Claudia Lössl            |
| DJ Tanner                                   | Deon Cole        | 1.01–      |                            | Ole Pfennig              |
| Dr. Edelweiss                               | Alfred Molina    |            | 1.01–3.10                  | Gerhard Jilka            |
| Eddie Pepper                                | James Franco     |            | 1.02, 2.01, 2.07           | Alexander Brem           |
| Joe Perry                                   | Matthew Glave    |            | 1.01, 2.02–2.06, 3.09–3.10 | Walter von Hauff         |
| Diane Duran                                 | Heather Graham   |            | 2.04, 2.07                 | Stephanie Kellner        |
| Abigail Luikin                              | Mary McCormack   |            | 2.05, 2.09, 3.07           | Claudia Urbschat-Mingues |
| Dr. Thomas Hornbein                         | Chris Pine       |            | 3.01, 3.06, 3.10           | Nico Sablik              |
| Detective Zachary Fontaine / Calvin Sniglet | Rob Riggle       |            | 3.03, 3.06, 3.09–3.10      | Markus Pfeiffer          |

### Gastdarsteller
| Rollenname                 | Schauspieler         | Auftritt | Synchrondarsteller |
| -------------------------- | -------------------- | -------- | ------------------ |
| Monica Vivarquor           | Lisa Kudrow          | 1.01     | Melanie Manstein   |
| Mrs. Parsons               | Sarah Chalke         | 1.03     | Elisabeth Günther  |
| Randy / Dr. Zaius          | John Michael Higgins | 1.04     | Hans-Georg Panczak |
| Vic Deakins                | Bill Murray          | 1.07     | Arne Elsholtz      |
| Katy Perry                 | Nancy Carell         | 1.01     | Carin C. Tietze    |
| Gene Simmons               | Gene Simmons         | 1.09     | Axel Lutter        |
| Danny Trejo                | Danny Trejo          | 1.09     | Jan Spitzer        |
| Melanie Burke              | Michaela Watkins     | 2.08     | Elisabeth Günther  |
| Commandant Van Zandt       | Jonathan Frakes      | 2.08     | Thomas Rauscher    |
| Dr. Duncan Farnsworth III  | Timothy Omundson     | 3.01     | Matthias Klie      |
| Victoria Nova              | Michelle Dockery     | 3.04     | Anne Helm          |
| Christina Craft            | Natalie Portman      | 3.05     | Manja Doering      |
| Detective Jessie Goldstein | Constance Zimmer     | 3.06     | Sandra Schwittau   |
| Wade                       | Jack McBrayer        | 3.07     | Benedict Weber     |
| Carnie                     | Jean Smart           | 3.07     | Dagmar Dempe       |
| Mister                     | Ed Helms             | 3.09     | Uwe Büschken       |
| Pete Tribeca               | Ernie Hudson         | 3.09     | Manfred Erdmann    |
| Pandora                    | Niecy Nash           | 3.10     | Kathrin Gaube      |

## Rezeption
Angie Tribeca konnte die große Mehrheit der Fernsehkritiker überzeugen. Bei Rotten Tomatoes erhielt die Serie einen Wert von 94 %. Bjarne Bock von Serienjunkies.de nannte sie „eine spitzzüngige Parodie auf stumpfsinnige Crimeprocedurals à la Miami Vice, Starsky and Hutch oder CSI.“ Tim Grierson von TheWrap.com schrieb in seiner Kritik der Pilotepisode: „Seit den glücklichen Tagen von Die unglaubliche Reise in einem verrückten Flugzeug und Die nackte Kanone gab es kein Unterhaltungswerk mehr, das so prächtig, vorsätzlich schwachsinnig ist. Getragen von einer genialen, todernsten Darbietung von Rashida Jones.“